# 万航渡路1384号
万航渡路1384号（又称湖丝栈）位于中華人民共和國上海市长宁区万航渡路1384号，始建于1874年，江南工场式，砖木结构，原是中国丝绸加工最早的企业厂房仓库，内有自来水厂及发电站等，现存建筑为1910年湖丝栈局部建造，占地3750平米，总建筑面积约7000平米，原有平房40间已拆毁无存。曾先后作为达丰布厂仓库，常熟轮船公司堆栈、上海市五金交电公司仓库等，现为湖丝栈创意产业园。2005年列为上海市优秀历史建筑